# 澤村優輝
澤村 優輝（さわむら ゆうき、1994年11月16日 - ）は、広島テレビ（HTV）のアナウンサー。広島テレビ落語会（広テレ落語会）会員。大阪府生まれ、神奈川県育ち。

## 人物
小学2年生から高校時代まで野球をしていた。大学からアマチュア野球の審判員に転身。
神奈川県立湘南高等学校を経て明治大学に進学。明治大学アナウンス研究会に所属し支部長を務めた。アナウンス研究会の後輩に、九州朝日放送の和田侑也がいた。また、漫才コンビを組んで活動し駿台祭に出演。ゼミは都市政策。
免許：社会科教員免許（中学・高校）。
2017年4月、広島テレビにアナウンサーとして入社。
広島テレビ落語会に所属し活動しており高座名は照日家あう斗。
『よくばりアリス』でチャンカワイが装着していた審判員プロテクターは澤村の私物であった。
プロ野球中継の広島東洋カープ戦の実況やリポーターを務めるほか、テレビ派のコーナー「ポルノグラフィティの新藤晴一『ハルイチノオト』」の司会をしており新藤と広島県内をまわっていた。
2022年1月、結婚。
広島県内のテレビ局のアナウンサーにおいて明治大学卒業の先輩に本名正憲（フリーアナウンサー、元中国放送）、深井瞬（テレビ新広島）が、後輩に田村友里（中国放送）、野村舞（広島ホームテレビ）がいる。

## 出演
現在
- DRAMATIC BASEBALL（広島東洋カープ戦中継）実況およびリポーター
- テレビ派
  - 街かどリポーター（街かど伝言板、街かど脳トレ）
  - テレビ派スポーツ
  - ハルイチノオト（隔週火曜）小野宏樹アナウンサーと交代で担当
  - テレビ派特番 ハルイチノオト 〜空と海が交じる しまなみ故郷がえり〜（2018年12月29日）新藤晴一と池谷公二郎としまなみ海道の旅
  - サワムラ調べ（2019年 - 2020年）月2回
  - 孤食のグルメ（2021年）主演 ※ドラマ仕立て
  - さわむら動物園
  - アナたにプレゼン
  - ざわざわ調査隊（2024年）
  - 大型連休、お盆、年末年始や祝日等放送時間短縮時のニュースキャスター
- GO!GO!エンタ
- 24時間テレビ
- 広テレ!News（20:54 - 21:00。シフト勤務で担当）
- NNNストレイトニュース・news every.（土曜）・真相報道バンキシャ!・news zero（ローカルニュース枠。シフト勤務で担当）
- 進め!スポーツ元気丸（2019年2月10日）
- 広島県議会中継 予算特別委員会（2019年）実況
- 広テレ!完全カープ主義 プロ野球ウエスタン・リーグ中継 カープ戦（2019年）実況

過去
- おしゃべり唐あげあげ太くん（アニメ）- 本人役
- 週刊カープ（2018年） - ナレーション
- 広島市広報番組『カープ家のひろしま生活』（2019年4月 - 2023年3月、広島テレビ）ナレーション
- グランツールせとうち しまなみ海道で一句!5・7・5サイクリング（2020年2月8日）ナレーション
- テレビ派 コーナー「ひろしまオシャレンヌ」（2020年2月11日）
- 第44回全日本少年サッカー広島県大会決勝（2020年11月29日）実況
- はつかいち縦断みやじま国際パワートライアスロン大会！終わりは、始まり。（2023年8月12日）ナレーション
- CARP FEST.2023（2023年12月17日）司会
- てっぺん（2021年4月 - 2024年4月）MC